# Hilsenbergia comorensis
Hilsenbergia comorensis är en strävbladig växtart som beskrevs av J. S. Mill. Hilsenbergia comorensis ingår i släktet Hilsenbergia och familjen strävbladiga växter. Inga underarter finns listade i Catalogue of Life.